# Lipka, Tỉnh West Pomeranian
Lipka [ˈlipka] (tiếng Đức: Linde) là một ngôi làng thuộc khu hành chính của Gmina Dolice, thuộc hạt Stargard, West Pomeranian Voivodeship, ở phía tây bắc Ba Lan.
Nó nằm khoảng 8 kilômét (5 mi) phía đông bắc Dolice, 18 km (11 mi) về phía đông nam của Stargard và 49 km (30 mi) về phía đông của thủ đô khu vực Szczecin.